# Sergej Dmitrievič Merkurov
Sergej Dmitrievič Merkurov, oppure Sergey Dmitrievich Merkurov (in russo Серге́й Дми́триевич Мерку́ров?; Gyumri, 7 novembre 1881 – Mosca, 8 giugno 1952), è stato uno scultore russo.

## Biografia

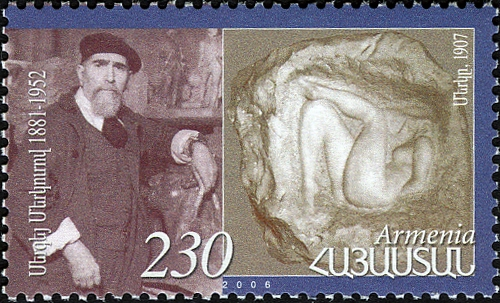
Francobollo armeno del 2006 con Merkurov e un suo lavoro del 1907

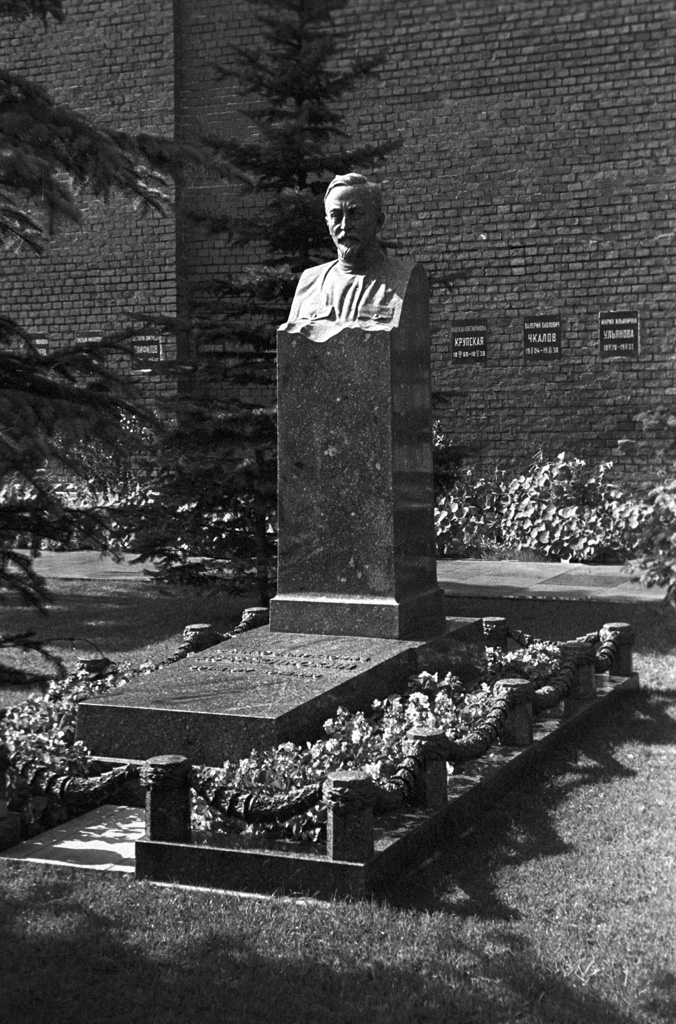
Busto di Felix Dzerzhinsky, sulla sua tomba vicino al Muro del Cremlino di Mosca.

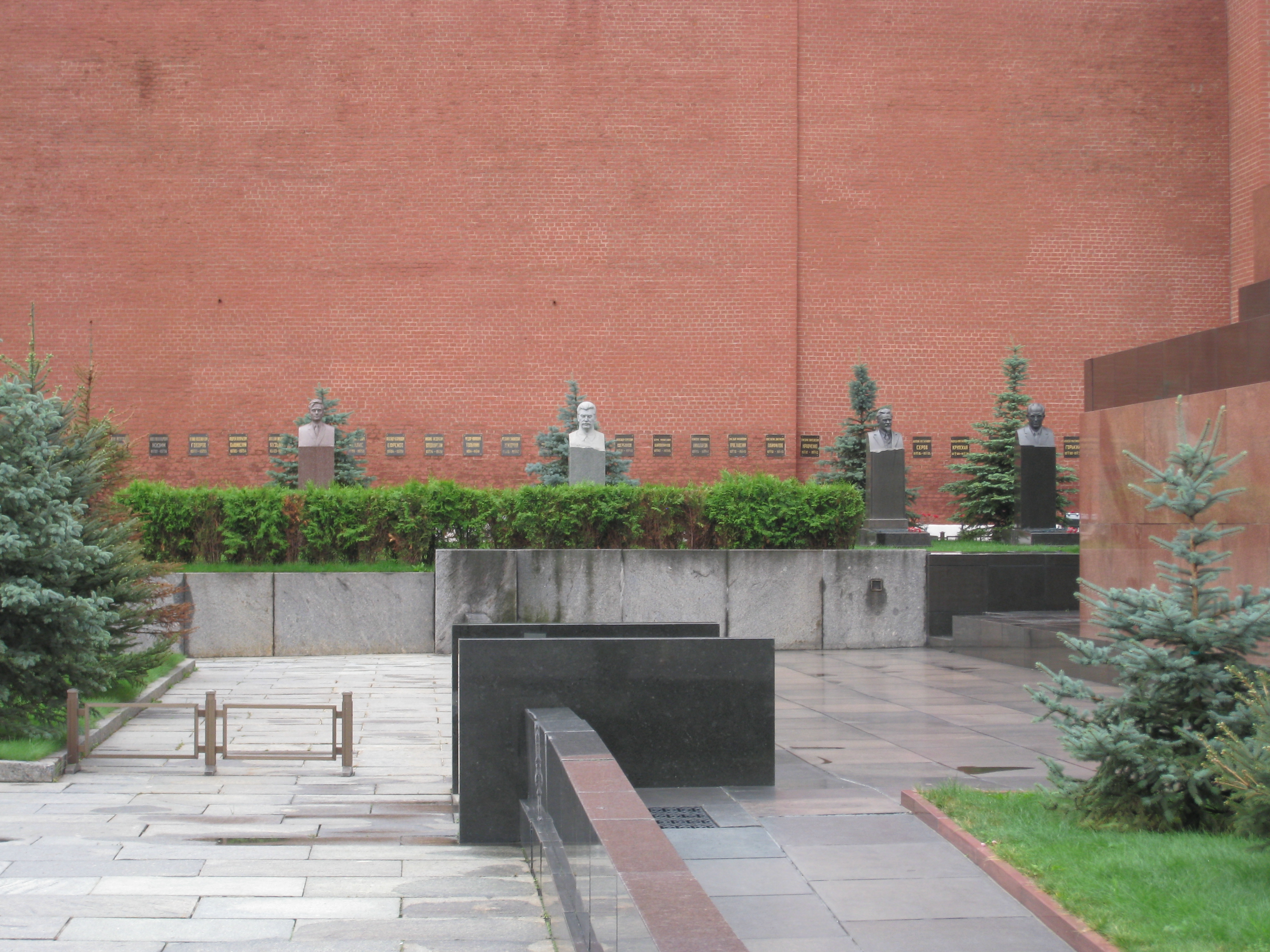
Necropoli nel Muro del Cremlino di Mosca

Sergej Merkurov è nato a Gyumri in una famiglia benestante di imprenditori; era anche un cugino del filosofo e mistico Georges Ivanovič Gurdjieff.
La carriera scolastica di Merkurov si effettuò dapprima alla scuola secondaria non classica di Tbilisi, poi al Politecnico di Kiev nel 1901-1902, successivamente frequentò la facoltà di filosofia dell'Università di Zurigo (1902) e nello stesso tempo lo studio dello scultore e architetto Adolf Meyer; infine ha studiato all'Accademia delle belle arti di Monaco di Baviera, dal 1902 al 1905.
Nel 1903 visitò l'Italia, poi fino al 1907 lavorò a Parigi, dove conobbe lo scultore e pittore Auguste Rodin, ricevendo le influenze del simbolismo e dell'antichità scultorea, mesopotamica e dell'Antico Egitto.
Nel 1907 Merkurov tornò ad Gyumri, poi si trasferì a Tiblisi; nel 1908-1909 visse a Jalta, dal 1910 a Mosca. Da questo momento si dedicò a opere monumentali, cavalletti e sculture commemorative.
Il suo sviluppo creativo risultò variegato: sia le sue opere d'esordio, sino al 1920, che mostrarono un elevato simbolismo e, a volte, elementi di stilizzazione in stile Art Nouveau, pesantezza delle forme, e sia le sue opere mature, che attenuarono questi elementi stilistici iniziali, rappresentarono più fedelmente la personalità umana, e si caratterizzarono entrambe da una ricerca artistica di grande contenuto sociale.
Nella sua fase matura, aderì a un "modernismo accademico", non impegnato in esperimenti rischiosi, ma conservante i tratti caratteristici di questo stile:  il culto di "temi eterni", in particolare il tema della morte, un contrasto drammatico di forma e materiale, un blocco di pietra.
Impegnandosi di creare un'immagine eroica, si è rivolto a pezzi monolitici e a volte a una composizione piuttosto statica, intensificando così il carattere monumentale della sua opera.
Comunque, la grande fama gli arrivò con i monumenti dedicati ai leader dell'Unione Sovietica, Lenin e Stalin e alle grandi personalità russe e sovietiche.
Lo scultore era membro della società Svobodnoye Iskusstvo ("Arte libera"), dell'Associazione degli artisti della Russia rivoluzionaria (AKhRR), dell'Associazione degli artisti della Rivoluzione (AKhR) dal 1925, oltre che membro dell'Accademia delle arti dell'Unione Sovietica (1947), e membro del Partito Comunista dell'Unione Sovietica dal 1945.
Tra le opere di Merkurov ci sono una statua di Fëdor Dostoevskij (granito, 1911-1913), una statua di Lev Tolstoj (1911-1913) e un monumento a K. A. Timiriazev (granito, 1922-1923), che furono eretti a Mosca secondo il piano di Lenin per la propaganda monumentale, al quale lo scultore partecipò eseguendo numerose opere dedicate a importanti personalità.
Ha anche realizzato l'altorilievo L'esecuzione dei 26 commissari di Baku (granito, 1924-1946, Baku), il gruppo di statue Morte del leader (granito, 1927-1947, Gorki Leninskie), il monumento a Stepan Shaumyan a Erevan (granito, 1931) e quello a Kalinin (1947) sulla Piazza Rossa a Mosca.
Merkurov creò la statua di Lenin sul canale di Mosca (granito, 1937), così come la statua Lenin nella Sala delle Conferenze nel Cremlino di Mosca (marmo, 1939) e la statua di Iosif Stalin all'Esposizione Agricola moscovita (granito, 1939-1940), tutte insignite del Premio di Stato dell'URSS nel 1941.
Disegnò anche la statua per il monumento Iosif Stalin a Erevan (rame forgiato, 1950, Premio di Stato dell'URSS, 1951).
Merkurov ha pubblicato il libro Appunti di uno scultore nel 1959 (Mosca, 1959).
Opere di Sergey Merkurov sono presenti in molte collezioni museali, tra cui la Galleria Tret'jakov.
Dal 1944, Merkurov è stato direttore del Museo Puškin delle belle arti a Mosca.
Ha ricevuto l'Ordine di Lenin, oltre a varie medaglie e onorificenze, tra le quali nel 1943 il titolo di Artista del Popolo dell'URSS,nel 1941 e nel 1951 il premio Stalin.

## Opere
- Statua Fëdor Dostoevskij, granito, 1911-1913, Mosca;
- Statua Lev Tolstoj, 1911-1913, Mosca;
- Statua Pensiero, 1913, Cimitero di Novodevičij, Mosca;
- Monumento K. A. Timiriazev, granito, 1922-1923, Mosca;
- Altorilievo L'esecuzione dei 26 commissari di Baku, granito, 1924-1946, Baku;
- Gruppo di statue Morte del leader, granito, 1927-1947, Gorki Leninskie);
- Monumento Stepan Shaumyan, granito, 1931, Erevan;
- Monumento Felix Dzerzhinsky, 1937, San Pietroburgo;
- Statua Lenin, granito, 1937, sul canale di Mosca;
- Statua Lenin, marmo, 1939, Sala delle Conferenze, Cremlino di Mosca;
- Statua Iosif Stalin, 1939-1940, Esposizione Agricola, Mosca;
- Statua Kalinin, 1947, Piazza Rossa, Mosca.